# Douglas Graham, V duca di Montrose
Douglas Graham, V duca di Montrose (7 novembre 1852 – 10 dicembre 1925), è stato un militare scozzese.

## Biografia
Era il figlio di James Graham, IV duca di Montrose, e di sua moglie Caroline Horsley-Beresford, figlia più giovane di John Horsley-Beresford, II barone Decies. Studiò a Eton College.

## Carriera militare
Si è unito le Coldstream Guards nel 1872, trasferendosi al 5º reggimento dei Lancieri nel 1874, e si ritirò 1878. Ha servito nella Seconda guerra boera, ricevendo una medaglia e due ganci.
Egli è stato nominato Cavaliere del Cardo. Nel 1879 ed è stato Cancelliere dell'Ordine dal 1917. È stato Lord Luogotenente di Stirlingshire (1885-1925), sceriffo di Dumbartonshire (ora Dunbartonshire), Lord High Commissioner per l'Assemblea Generale della Chiesa di Scozia (1916-1917).

## Matrimonio
Sposò Violet Hermione Graham, figlia di Sir Frederick Graham, III Baronetto di Netherby. Ebbero cinque figli:
- James Graham, VI duca di Montrose (1878-1954)
- Lady Helen Violet Graham (1879-1945)
- Lady Hermione Emily Graham (1882-1978)
- Lord Douglas Malise Graham (1883)
- Lord Alastair Graham Mungo (1886)

## Onorificenze
- Wikimedia Commons contiene immagini o altri file su Douglas Graham, V duca di Montrose

| Controllo di autorità | VIAF (EN) 3515153063110019320006 · GND (DE) 1161829202 |